# Michèle Craig
Michèle Craig (1948-1991) est une comédienne québécoise.

## Biographie
Elle a été la conjointe de Claude Préfontaine et la mère d’Éric Préfontaine et d’Alexandre Craig Préfontaine.

## Filmographie
- 1974 - A Star Is Lost! de John Howe
- 1976 - Parlez-nous d'amour de Jean-Claude Lord
- 1977 - Panique de Jean-Claude Lord
- 1990-1991 - Cormoran de Pierre Gauvreau